# رایان مک‌پارتلین
رایان مک‌پارتلین (انگلیسی: Ryan McPartlin؛ زادهٔ ۳ ژوئیهٔ ۱۹۷۵) هنرپیشه اهل ایالات متحده آمریکا است. وی از سال ۱۹۹۹ میلادی تاکنون مشغول فعالیت بوده‌است.
از فیلم‌ها یا برنامه‌های تلویزیونی که وی در آن نقش داشته‌است می‌توان به چاک، سی‌اس‌آی: میامی، سی‌اس‌آی: نیویورک، مد من، جی. ادگار، و زندگی با فرن اشاره کرد.